# آقا (فیلم ۲۰۱۸)
آقا (انگلیسی: Sir) یا آیا عشق کافیه؟ -آقا فیلم عاشقانه زبان هندی، محصول سال ۲۰۱۸ هند است که توسط روهنا گیرا (Rohena Gera) کارگردانی شده‌است. بازیگران اصلی فیلم تیلوتاما شوم و ویوک گومبر هستند که توسط روهنا گیرا و بریس پواسون تولید شده‌است. فیلم آقا، نخستین بار در جشنواره کن به نمایش درآمد و سپس در سال ۲۰۱۸ در کشورهای اروپایی اکران شد. این فیلم در روز ۱۳ نوامبر ۲۰۲۰ در هند اکران گردید.